# Daryapur Banosa
Daryapur Banosa là một thành phố và là nơi đặt hội đồng đô thị (municipal council) của quận Amravati thuộc bang Maharashtra, Ấn Độ.

## Nhân khẩu
Theo điều tra dân số năm 2001 của Ấn Độ, Daryapur Banosa có dân số 34.398 người. Phái nam chiếm 52% tổng số dân và phái nữ chiếm 48%. Daryapur Banosa có tỷ lệ 78% biết đọc biết viết, cao hơn tỷ lệ trung bình toàn quốc là 59,5%: tỷ lệ cho phái nam là 82%, và tỷ lệ cho phái nữ là 74%. Tại Daryapur Banosa, 13% dân số nhỏ hơn 6 tuổi.